# Challenger de Tallahassee 2023
El torneo Tallahassee Tennis Challenger 2023 fue un torneo de tenis perteneció al ATP Challenger Tour 2023 en la categoría Challenger 75. Se trató de la 23ª edición; el torneo tuvo lugar en la ciudad de Tallahassee (Estados Unidos), desde el 17 hasta el 23 de abril de 2023 sobre pista de tierra batida al aire libre.

## Jugadores participantes del cuadro de individuales
| Favorito | País                                  | Jugador              | Rank1 | Posición en el torneo |
| -------- | ------------------------------------- | -------------------- | ----- | --------------------- |
| 1        | Bandera de la República Popular China | Zhizhen Zhang        | 95    | Cuartos de final      |
| 2        | Bandera de Argentina                  | Camilo Ugo Carabelli | 131   | Primera ronda         |
| 3        | Bandera de Alemania                   | Dominik Koepfer      | 154   | Primera ronda         |
| 4        | Bandera de Argentina                  | Facundo Díaz Acosta  | 158   | Segunda ronda         |
| 5        | Bandera de China Taipéi               | Tung-lin Wu          | 164   | FINAL                 |
| 6        | Bandera de Bélgica                    | Zizou Bergs          | 165   | CAMPEÓN               |
| 7        | Bandera de Francia                    | Enzo Couacaud        | 183   | Semifinales           |
| 8        | Bandera de Japón                      | Rio Noguchi          | 208   | Segunda ronda         |

- 1 Se ha tomado en cuenta el ranking del 10 de abril de 2023.

### Otros participantes
Los siguientes jugadores recibieron una invitación (wild card), por lo tanto ingresan directamente al cuadro principal (WC):
- Kyle Kang
- Bruno Kuzuhara
- Thai-Son Kwiatkowski

Los siguientes jugadores ingresan al cuadro principal tras disputar el cuadro clasificatorio (Q):
- Martin Damm
- Federico Agustín Gómez
- Kyrian Jacquet
- Strong Kirchheimer
- Patrick Kypson
- Colin Sinclair

## Campeones

### Individual Masculino
- Zizou Bergs derrotó en la final a  Tung-lin Wu, 7–5, 6–2

### Dobles Masculino
- Federico Agustín Gómez /  Nicolás Kicker derrotaron en la final a  William Blumberg /  Luis David Martínez, 7–6(2), 4–6, [13–11]